# Pavel Glos
Pavel Glos (5. prosince 1903, Nová Paka – 14. dubna 1985, Turnov) byl farář Jednoty bratrské v Turnově, spisovatel, včelař a antifašistický bojovník.

## Život

### Mládí
Narodil se v Nové Pace, v rodině truhlářského mistra, včelaře Otakara Glose a Marie Glosové. Dětství prožil v roubence postavené otcem Otakarem v ulici Na Vyšehradě, na samém okraji Nové Paky. Kromě svého řemesla mu otec vštípil i lásku ke včelařině; později měl řadu vlastních včelstev, v Rovensku pod Troskami, v Turnově, severně od Turnova ve svahu u Slap i jinde. Matka mu byla velkým duchovním vzorem, byla to laskavá a moudrá žena, zemřela mladá na plicní onemocnění. Pavel Glos o ní později napsal knihu Marie Škopánová. K roubence přiléhala dlouhá zahrada s polem, jehož velkou severní část později komunisté zabrali. Rodiče se rozhodli přejít z církve římskokatolické do obnovující se Jednoty bratrské, kde prožili ve společenství dobrá léta. Pavel Glos se vyučil truhlařině, doma i na těžkém učení v obci Lobeč na Mělnicku, tomuto období věnoval knihu Doma a na Pustinách.
Vystudoval seminář Evangelické církve metodistické v Praze. Tam žil v Ječné ulici č.19 na Novém Městě a poté odešel do hornolužického Ochranova (německy Herrnhut), kde vystudoval Misijní školu Jednoty bratrské. K Ochranovu měl velmi blízký vztah a napsal o něm i knihu „Město na hoře ležící“. Často tam s manželkou Františkou (rozenou Kořínkovou) jezdíval, měl tam blízké německé přátele, například rodinu pekaře pana Jirouska nebo laskavé přátele z pensionu Bruedergemeine (pension Jednoty bratrské), jenž těsně sousedil s vypálenými domy z jara roku 1945, kdy byla rovněž zničena historická modlitebna Jednoty bratrské . Mnoho přátel měli Glosovi v hesenském Darmstadtu ve společenství Evangelische Marienschwesternschaft e.V. , u evangelických sester, které na troskách města po druhé světové válce vybudovaly křesťanské společenství Kanaan a které i po létech chovají manžele Františku a Pavla Glosovy ve vzpomínkách a zasílají jeho blízkým každoročně vánoční pozdravy.
Jeho sestra Marie Glosová (autorka řady článků v časopise Jednota bratrská) se neprovdala a celý život se věnovala postiženým dětem jako učitelka zvláštní školy. Sloužila věrně i svému tatínkovi Otakarovi (zemřel v 92 letech) až do jeho smrti. Byla to nadmíru laskavá, hluboce věřící žena, přítelkyně spisovatelky Marie Rafajové. Je pohřbena na novopackém hřbitově.

### Pastorační služba
Pavel Glos byl významnou postavou české Jednoty bratrské a jejím dlouholetým farářem v Turnově, na faře v Kozákovské ulici (dnes ul. 28. října) zakoupené v roce 1913 i s finanční pomocí Bruedergemeine z berlínského sboru Jednoty v Rixdorfu. Zde v Turnově se stal kazatelem v roce 1930, po odchodu faráře Ladislava Šklíby do Potštejna. Za jeho působení byl zintensivněn a prohlouben sborový život, jemuž charakteristická činnost Pavla Glose vtiskla nesmazatelnou pečeť. Sloužil celých 45 let. Na Turnovsku pomáhal vytvořit několik nových stanic a bratrských sborů, mj. i český liberecký sbor. V tomto prostředí získal řadu pozdějších spolupracovníků odboje (např. Doležalovi, Uher, Petera, Šrámek, Drbohlav, učitel Zemánek, Markovi, Votrubcovi a mnoho dalších). Úzké kontakty měl i s akademickou organizací YMCA, např. s Jaroslavem Šimsou, Vančurou nebo JUDr. Miroslavem Krčmářem (vězněn v Neuengamme a Dachau a v komunistických lágrech, manžel jeho dcery Blahoslavy). Obětavou prací nového správce doznal sbor nebývalého rozšíření. Pavel Glos zde sloužwil celých 45 let.
Díky nacistickým výslechům přestal vidět na jedno oko, ale i tak uměl rozlišovat to správné a měl mezi německými evangelíky množství přátel. Pokoušel se chránit německé obyvatelstvo v květnu 1945 před nezákonným počínáním některých skupin Revolučních gard, což se ne vždy podařilo, viz poválečný masakr na zajatých Němcích v Rovensku. Pravděpodobně zachránil mnoho lidí před násilím i nuceným vystěhováním.[zdroj?]
Měl přesný odhad věcí – když např. říkal, že na tzv. Národních výborech v tehdejší komunistické Německé demokratické republice pracují bývalí fašisté a esesáci převlečení za komunisty. Opakovaně navštěvoval Ochranov, kde měl s manželkou přátele v německé Jednotě bratrské (Brüdergemeine) (např. biskup T. Gill), též v luterské církvi (Petershain, Horní Lužice, Německo) (např. farář Gunther Neumann)
V 70. letech 20. století mu komunistický režim zakázal vykonávat službu faráře, což těžce nesl. Záminkou se stal jeho souhlas s promítnutím krátkého filmu o T. G. Masarykovi v prostorách turnovské modlitebny Jednoty bratrské. Přesto se mu alespoň v omezené míře dařilo lidem sloužit. Jeho zvučný, hluboký a laskavý hlas lidé rádi slýchali. Byl to moudrý a pokorný člověk, který ale měl odvahu pronést slovo v čase, kdy to bylo nebezpečné, za nacismu, i komunismu. Nejen mezi farníky byl velmi oblíbený ale i státní mocí do jisté míry respektovaný („Nemusíte mě mlátit, to už jsem zažil od gestapa“…a estébaci přestali). Ceněna byla jo včelařská práce a byl uznávaným učitele včelařství.

### Odboj
Od roku 1939 byl v kontaktu s JUDr. Rudolfem Marešem a dr. Jaroslavem Valentou z organizace Petiční výbor Věrni zůstaneme, které znal z organizace YMCA (oba přátelé byli později zavražděni nacisty) i členem ÚVODu (Ústřední vedení odboje domácího). Jak vzpomíná jeho dcera Blahoslava i když mu hrozila smrt a výhrůžky gestapa, že zastřelí jeho děti, jež byly při jednom z výšetřování přítomnny, jména neprozradil.[zdroj?] On i jeho manželka byli podrobeni krutým výslechům bitím, gestapo vyhrožovalo zavražděním jeho děti. Ty byly i přes svůj útlý věk byly gestapem vyslýchány. Manželka Františka úzce s P. Glosem v odboji spolupracovala (v knize Na Bratrské faře uvedená jako „Věra“). Mj. byla odvlečena z fary a komisařem gestapa mlácena holí i těžkým těžítkem, podupána. Po válce obdržela od prezidenta Beneše stříbrnou medaili za statečnost.
Spolupracoval s výsadkem paraskupiny Antimony při jeho činnosti na podzim 1942 v oblasti Českého ráje. Také se podílel na skrývání docenta dr. Vladimíra Krajiny (jako jediný přežil z vedení organizace ÚVOD) pronásledovaného gestapem za heydrichiády. Krajina 15. června 1942 přijel do Turnova a poté se skrýval v Českém ráji – na samotě Děčín pod Vyskří, v Kacanovech, na školách ve Veselí a v Kostelních Loučkách a nakonec u Doležalů v Turnově, kde byl gestapem dopaden a zatčen. Není příliš známo, že o odbojové činnosti na Turnovsku věděl dobře i K.H. Frank a byla zde reálná hrozba dalších Lidic či Ležáků.
V horním patře turnovské fary, v podkroví v ložnici pro děti, s pomocí svého otce Otakara jako vyučený truhlář navýšil na podlahu na úroveň vysokého prahu, pod níž ukryl knihovnu turnovského pluku čsl. armády. Gestapo ji nikdy neodhalilo.
Jičínské gestapo ho tvrdě a brutálně vyslýchalo, podobně i jeho manželku Františku. Jeho čtyřem malým dětem bylo vyhrožováno smrtí, proto je dočasně poslal pro jejich bezpečí k příbuzným do Paky, Boleslavi atp.
Ve včelíně na své zahrádce u sborového domu ukrýval vysílačku. Přes farní zahrádku také úspěšně před gestapem utekl odbojář, kterého skrýval, snad docent Krajina. Gestapo vysílačku nikdy nenašlo, byla totiž ve včelíně za sklem, kde byla řada úlů, a po tom teplém skle pobíhaly včelky, za nimiž byly plástve s medem a pak vysílačka.

### Poválečné období
Krátce po osvobození byl místopředsedou Okresního národního výboru v Turnově. Z balkonu radnice na náměstí hovořily jeho dcerky, Marie a mladší Blahoslava (která si musela dát pod nohy cihlu, aby mohla říci básničku). Přesto jeho odbojová činnost a členství ve Svazu protifašistických bojovníků nezabránila komunistům v jeho perzekvování a výslechům a posléze v sedmdesátých letech 20. století i k zákazu kazatelské činnosti, což nesl velmi těžko. Přestože byl učitel včelařství, byl zásluhou jistého komunisty vyloučen i ze Svazu včelařů. Až po roce 1989 přišel omluvný dopis.
Jeho manželka Františka, rozená Kořínková, původem z Mladé Boleslavi, působila jako dobrovolná sestra Čsl. Červeného kříže, učitelka nedělní školy a věrná pomocnice svého muže i nemocných a starých členů turnovského sboru Jednoty bratrské. Účastnila se odbojové činnosti, byla brutálně vyslýchána na gestapu. Pomáhala laskavě všem, i řadovým vojákům sovětské okupační armády, která obsadila po 21. 8. 1968 turnovská kasárna. Mezi lidmi z církve, turnováky, včelaři a lidmi z Českého ráje a Jizerek byl velmi oblíbený. Přesto to neměl vždy snadné. Komunisté na něj po roce 1948 vymysleli provokaci („Pane faráři, za Turnovem na vás čeká letadlo“), které neuvěřil.
Staral se o 2 roubenky a jednu bývalou hospodu po Němcích (Polubný Růžodol, obec Kořenov v Jizerských horách), které přebudoval na turistické ubytovny pro mládež Jednoty bratrské. Dokonce tam dal i palandy z esesáckých postelí. Jako odbojář obdržel i starou tatrovku jičínského snad gestapa. Měl zásadu: sloužilo to ke zlému, ať to slouží k dobrému. A udělal s ní spoustu práce, návštěv potřebných lidí, péče o včelstva. Když přes cestu vlétla křepelka, prudce přibrzdil, až lidé v autě přepadli dopředu. Měl měkké, laskavé srdce. Tak i zemřel, tiše, nečekaně, u stolu, v sedě.
V roce 2013 dostal posmrtně ocenění od turnovských včelařů za svoji práci.

### Soukromý život
Byl to skromný člověk a vážil si každé maličkosti. Přesto, že, a snad právě proto, že z poměrů chudých a rozuměl fyzické řemeslné práci, měl krásnou bohatou duši, obětavou, laskavou. Proto ho lidé tak měli rádi, protože jim rozuměl, byl trpělivý a naslouchal a dokonce plakal s nimi, a to doslova. Každičký den ráno se modlil za celou svou rodinu u ranního stolu.
Jeho žena Františka (roz. Kořínková), příbuzná spisovatele Vladislava Vančury, podrobená krutým výslechům gestapa, byla za činnost v protifašistickém odboji vyznamenána Čsl. vojenskou medailí za zásluhy (I. st.). Byl otcem čtyř dětí; synů Pavla (děti Pavlína a Jana) a Oty (děti Otakar a Jana), dcer Marie (syn Petr) a Blahoslavy (děti Jaroslav a Pavel).

### Úmrtí

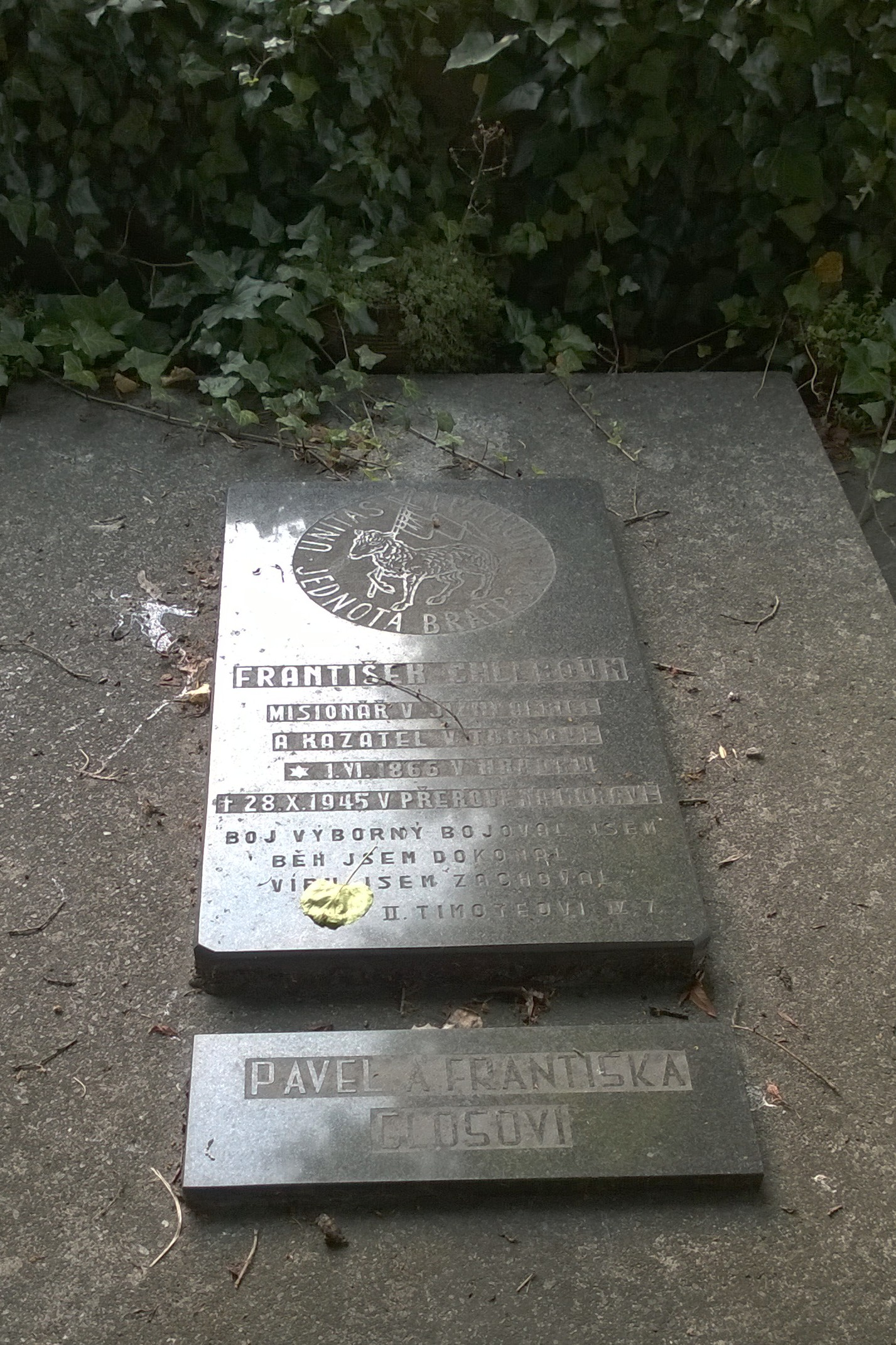
Náhrobek na turnovském hřbitově

Byl pohřben v Turnově, pod černou mramorovou deskou v jižní části mariánského hřbitova, i se svou manželkou a misionářem Jednoty bratrské v jižní Africe Františkem Chlebounem. Na desce při vstupu do hřbitova (u Havlíčkova náměstí) je mezi významnými obyvateli města Turnova uvedeno i jeho jméno. Pohřeb se konal v kostele církve československé husitské; a bylo plno, kázání vedl farář Jednoty bratrské (dnes Ochranovský seniorát Českobratrské církve evangelické), Jiří Polma (později vedl i rozloučení s Františkou Glosovou). Dnes jsou jeho ostatky přeneseny péčí jeho syna Otakara do Karlových Var, poblíž nichž Otakar žije (Rotava).

## Vyznamenání
Je nositelem Čsl. válečného kříže 1939  a Čsl. vojenské medaile za zásluhy  I. stupeň, byl vyznamenán prezidentem Edvardem Benešem.

## Dílo
Pavel Glos je autorem několika knih, řady básní a desítek časopiseckých článků (zejm. v týdeníku Kostnické jiskry a v časopise Jednota bratrská):
- Na bratrské faře 1938 - 1945 (o odboji na Turnovsku v době druhé světové války, 1946 a 1947 knižně a 2019 jako CD -Pavel Oupický, Malá Skála, obálka Bohumil Vančura ml. )
- Město na hoře ležící (o Ochranově – Herrnhutu, městečku kam odcházeli moravští exulanti, dnes centru celosvětové Jednoty bratrské v Horní Lužici u české a polské hranice, 1947 )
- Doma a na Pustinách (o mládí a hledání, střední Čechy, autobiografie, 1929, nákladem Křesťanského spolku mladíků v Čechách)
- Marie Škopánová (o jeho matce Marii Glosové, 1945)
- Na horách (o lyžování, mládí a Jizerských horách, 1945)